# Speocera eleonorae
Speocera eleonorae là một loài nhện trong họ Ochyroceratidae. Loài này phân bố ở Brasil.